# Cheyenne Frontier Days

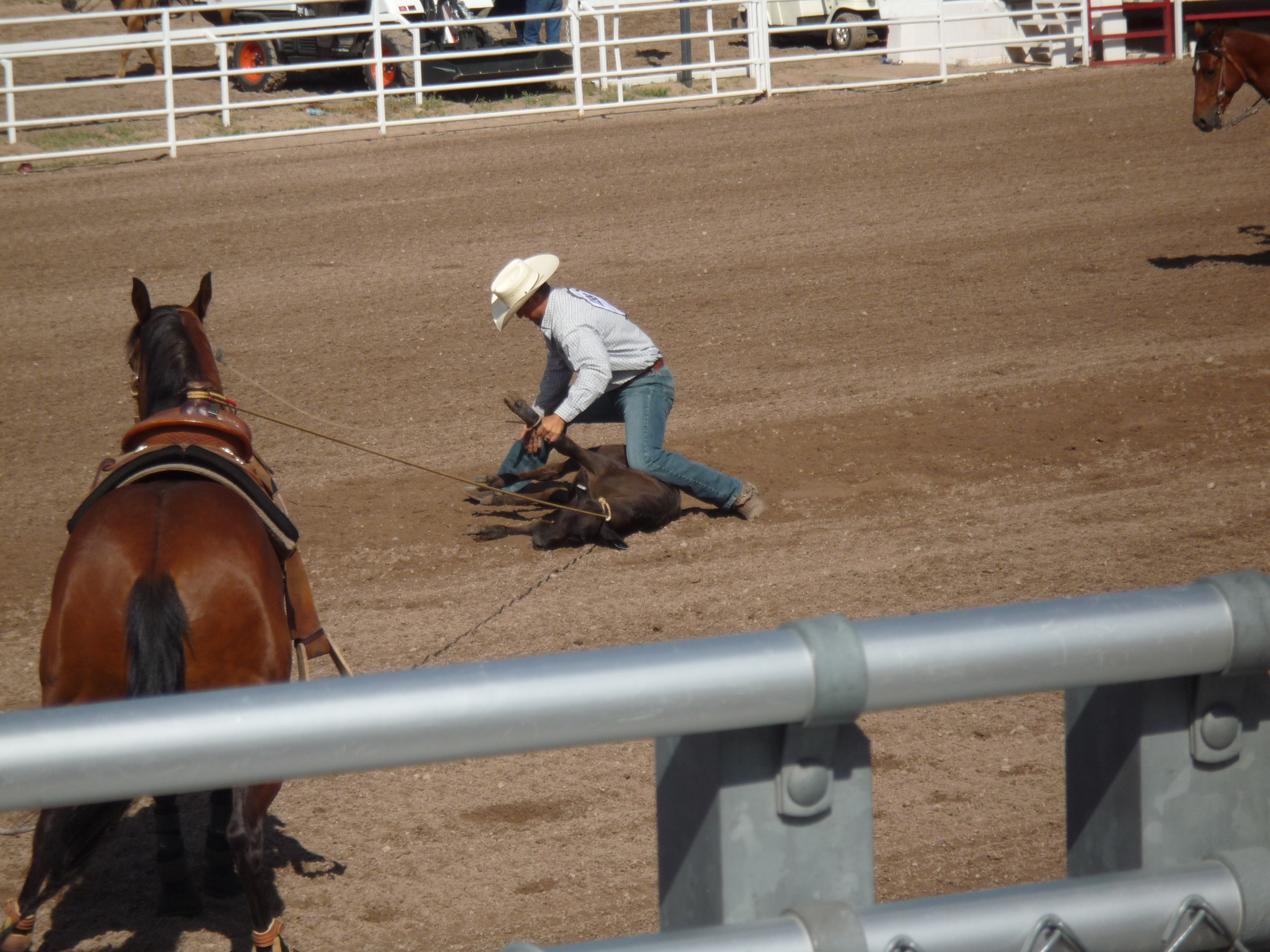

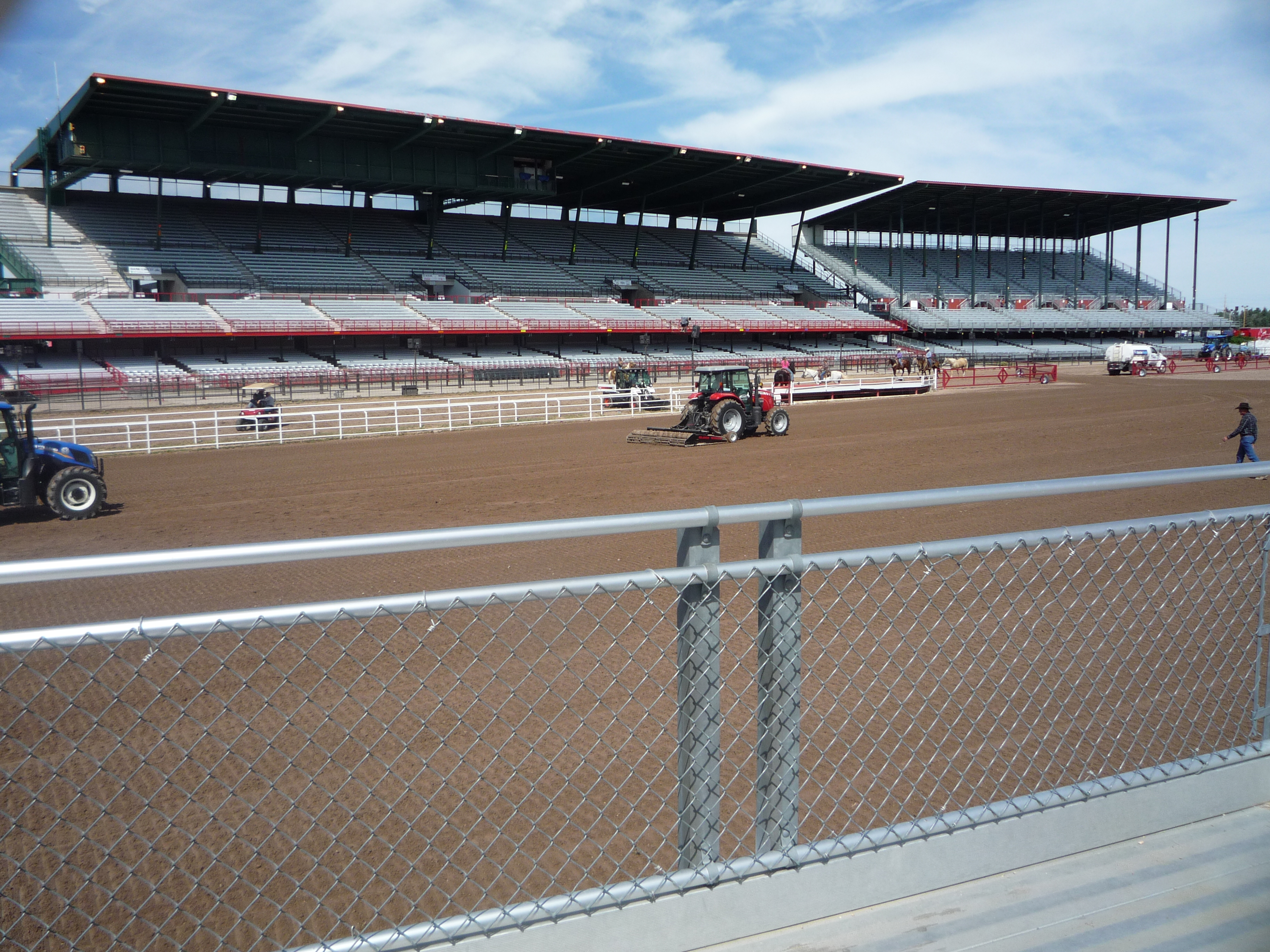

De Cheyenne Frontier Days zijn een rodeo die jaarlijks sinds 1897 worden georganiseerd in Cheyenne, de hoofdstad van de Amerikaanse staat Wyoming. Het evenement dat paardrijden, stierrijden, westerns, country en cowboyleven eert, claimt zelf "World's Largest Outdoor Rodeo and Western Celebration" te zijn en trekt jaarlijks zo'n 200.000 bezoekers. Het feest duurt tien dagen die liggen rond de laatste volledige week in de maand juli.